# Lepidanthrax fuscipennis
Lepidanthrax fuscipennis är en tvåvingeart som beskrevs av Hall 1976. Lepidanthrax fuscipennis ingår i släktet Lepidanthrax och familjen svävflugor. Inga underarter finns listade i Catalogue of Life.